# Pantlånaren
Pantlånaren (originaltitel: The Pawnbroker) är en amerikansk dramafilm från 1964 i regi av Sidney Lumet. Manuset är skrivet av Morton S. Fine och David Friedkin, baserat på romanen The Pawnbroker från 1961 av Edward Lewis Wallant. Rollerna spelas av bland andra Rod Steiger, Geraldine Fitzgerald, Brock Peters, Jaime Sánchez och Morgan Freeman (som gjorde sin långfilmsdebut i en liten, ej krediterad roll).

## Medverkande
| Rod Steiger          | – Sol Nazerman                 |
| Geraldine Fitzgerald | – Marilyn Birchfield           |
| Brock Peters         | – Rodriguez                    |
| Jaime Sánchez        | – Jesus Ortiz                  |
| Thelma Oliver        | – Ortizs flickvän              |
| Marketa Kimbrell     | – Tessie                       |
| Baruch Lumet         | – Mendel                       |
| Juano Hernández      | – Mr Smith                     |
| Linda Geiser         | – Ruth Nazerman                |
| Nancy R. Pollock     | – Bertha                       |
| Raymond St. Jacques  | – Tangee                       |
| Morgan Freeman       | – Man på gatan (ej krediterad) |